# 用瀬駅
用瀬駅（もちがせえき）は、鳥取県鳥取市用瀬町用瀬にある西日本旅客鉄道（JR西日本）因美線の駅である。
恒例行事「流しびな」によって知名度の高い駅だが、通常は特急列車は停車しない。但し、旧暦の3月3日に行われる流し雛イベント時に一部特急列車が臨時停車する。以前は急行停車駅であった。

## 歴史
- 1919年（大正8年）12月20日：鉄道院因美軽便線（現・因美線）鳥取駅 - 当駅間開通時に設置。当初は終着駅であった[1]。
  - 当時の所在地表示は鳥取県八頭郡用瀬町用瀬であった。
- 1922年（大正11年）9月2日：軽便線制度廃止に伴い、因美軽便線が因美線に改称、当駅もその所属となる。
- 1923年（大正12年）6月5日：因美線当駅 - 智頭駅間延伸、途中駅となる[2]。
- 1928年（昭和3年）3月15日：因美南線開通に伴い、因美線が因美北線に改称、当駅もその所属となる[3]。
- 1932年（昭和7年）7月1日：当駅を含む鳥取駅 - 津山駅間全通に伴い、因美北線が現在の因美線の一部となり、当駅もその所属となる[4]。
- 1955年（昭和30年）3月31日：用瀬町（第2次）成立に伴い、所在地表示が鳥取県八頭郡用瀬町用瀬となる。
- 1970年（昭和45年）10月1日：貨物取扱廃止[5]。
- 1985年（昭和60年）3月14日：荷物扱い廃止[5]。
- 1987年（昭和62年）4月1日：国鉄分割民営化に伴い、JR西日本に移管[5]。
- 2004年（平成16年）11月1日：用瀬町が鳥取市に編入、所在地表示が鳥取県鳥取市用瀬町用瀬となる。
- 2014年（平成26年）2月12日：自動券売機撤去。

## 駅構造
島式ホーム1面2線を有する列車交換可能な地上駅。木造駅舎を備える。駅舎側とホームは鳥取寄りにある構内踏切で連絡している。駅舎側1番線を上下本線、2番線を上下副本線とした1線スルーとなっており、通過列車は上下線共に1番線を通過する。
改札外に男女別の水洗式便所がある。鳥取鉄道部管理の無人駅。以前は駅舎内に自動券売機が設置されていたが、既に撤去されている。

### のりば
| のりば | 路線   | 方向 | 行先           | 備考          |
| ------ | ------ | ---- | -------------- | ------------- |
| 1      | 因美線 | 下り | 智頭・上郡方面 | 一部2番のりば |
| 2      | 因美線 | 上り | 鳥取方面       |               |

付記事項
- 通過列車は上下線共に1番線を通過するが、停車列車は原則として下りが1番のりば、上りが2番のりばを使用する。但し、下り列車で対向列車が通過列車である場合などは2番のりばを使用する。
- 2018年の集中豪雨復旧の際に、鳥取駅 - 当駅間の折返しがあった。

## 利用状況
「鳥取市統計要覧」によると、2020年度の年間乗車人員は2.4万人で、1日平均乗車人員は66人と算出出来る。
近年の乗車人員の推移は以下の通り。
| 年度   | 年間 乗車人員 | 1日平均 乗車人員 | 1日平均 乗降人員 |
| ------ | ------------- | ---------------- | ---------------- |
| 2008年 | 4万           | 110              |                  |
| 2009年 | 4万           | 110              |                  |
| 2010年 | 4.2万         | 115              |                  |
| 2011年 | 4.2万         | 115              | 227              |
| 2012年 | 4.1万         | 112              | 227              |
| 2013年 | 4.1万         | 112              | 222              |
| 2014年 | 4.1万         | 112              | 172              |
| 2015年 | 3.1万         | 85               | 166              |
| 2016年 | 3万           | 82               | 166              |
| 2017年 | 3.3万         | 90               | 181              |
| 2018年 | 3.4万         | 93               | 184              |
| 2019年 | 3.0万         | 82               | 166              |
| 2020年 | 2.4万         | 66               |                  |

## 駅周辺
- 流しびなの館
- 鳥取市シルバー人材センター用瀬取次所
- 鳥取市役所用瀬町総合支所
- 智頭警察署用瀬駐在所
- 用瀬郵便局
- 山陰合同銀行
- 鳥取市立用瀬図書館
- 鳥取市立千代南中学校
- 鳥取市立用瀬小学校
- 国道53号
- 国道373号
- 国道482号
- 鳥取県道174号用瀬停車場線
- 鳥取市用瀬町運動公園
- 鳥取信用金庫 用瀬支店

## バス路線
国道53号・国道373号・国道482号沿いに「用瀬駅前」停留所（バスターミナル）がある。同停留所は駅舎反対側にあるが、駅舎と停留所は跨線橋（鳥取市道3260270号用瀬駅横断線）で連絡している。
| のりば         | 運行事業者                | 系統・行先                                    | 備考                                                                        |
| -------------- | ------------------------- | --------------------------------------------- | --------------------------------------------------------------------------- |
| 構内・南行方面 | 日ノ丸バス                | 91・91H：智頭駅前 93・93H・94（快速）：用瀬   |                                                                             |
| 構内・南行方面 | さじ未来号                | M1：津野                                      | 月・水・金（休日を除く）のみ運行                                            |
| 構内・南行方面 | 日ノ丸バス さじ未来号     | M1：佐治町総合支所前 / 余戸 / 栃原            |                                                                             |
| 構内・南行方面 | 日ノ丸バス いきいき社バス | M2：江波 M3：用瀬小運動公園前                 | 両系統共に平日のみ運行                                                      |
| 構内・北行方面 | 日ノ丸バス                | M3：赤波 91・91H・93・93H・94（快速）：鳥取駅 | 「M3」は平日のみ運行、鷹狩駅前は停車しない。 「93」は平日のみ運行する便あり |
| 構内・北行方面 | いきいき社バス            | M3：鷹狩（大村地区公民館前）                  | 平日のみ運行、鷹狩駅前は停車しない。                                        |

## 隣の駅
西日本旅客鉄道（JR西日本）
 因美線
鷹狩駅 - 用瀬駅 - 因幡社駅